# Seznam romunskih smučarskih skakalcev
Seznam romunskih smučarskih skakalcev

## C
- Daniel Cacina
- Hubert Clompe

## F
- Andrei Feldorean
- Delia Folea

## H
- Daniela Haralambie

## M
- Nicolae Sorin Mitrofan
- Alessia Mîțu-Cosca
- Nicolae Munteanu

## N
- Virgil Neagoe

## P
- Sorin Iulian Pîtea

## S
- Mihnea Spulber

## T
- Eduard Torok
- Andreea Diana Trâmbițaș